# Pirrus
Pirrus (Pyrrhus; † 23. Juli 428 in Rom) war ein weströmischer Rebell, der sich im Jahr 428 in Abwesenheit des Feldherrn Aëtius in Italien gegen Kaiser Valentinian III. erhob und als tyrannus hingerichtet wurde. Ob Pirrus allerdings überhaupt als Aufständischer bezeichnet werden kann, ist unsicher; es könnte sich auch um einen mächtigen Bandenchef gehandelt haben, der die Gegend „tyrannisierte“.